# موتور أب ميران جدغال
موتور أب ميران جدغال (بالفارسية: موتور آب میران جدگال) هي منطقة سكنية تقع في سيستان وبلوتشستان في إيران. يقدر عدد سكانها بـ 12 نسمة .